# Roberto Contreras
Roberto Contreras (né le 12 décembre 1928 à Saint-Louis, dans le Missouri et mort le 18 juillet 2000  à Los Angeles en Californie) est un acteur américain.

## Filmographie partielle

### Cinéma
- 1954 : La Révolte des pendus (La rebelión de los colgados) de Alfredo B. Crevenna et Emilio Fernández
- 1954 : En carne viva de Enrique Cahen Salaberry
- 1956 : The Beast of Hollow Mountain de Edward Nassour et Ismael Rodríguez
- 1957 : Le Scorpion noir (The Black Scorpion) de Edward Ludwig
- 1957 : Ride a Violent Mile de Charles Marquis Warren
- 1958 : L'Or du Hollandais de Delmer Daves
- 1959 : Quand la terre brûle (The Miracle) de irving Rapper et Gordon Douglas
- 1965 : Les Inséparables (Marriage on the Rocks) de Jack Donahue
- 1969 : L'Étau (Topaz) de Alfred Hitchcock
- 1980 : Le Jour de la fin des temps (The Day Time Ended)
- 1983 : Scarface

### Télévision
- 1957 : Zorro, (série télévisée, 1 épisode) : The Fall of Monastario
- 1958 : Telephone Time (série télévisée, 1 épisode) : Calvary surgeon
- 1958 : Maverick (série télévisée, 2 épisodes : Plunder of Paradise et The Third Rider
- 1961 : Au nom de la loi  : saison 3 épisode 21 (El Gato)) : Jimanez